# KP Возничего
KP Возничего (лат. KP Aurigae) — одиночная переменная звезда в созвездии Возничего на расстоянии (вычисленном из значения параллакса) приблизительно 7930 световых лет (около 2431 парсека) от Солнца. Видимая звёздная величина звезды — от менее +15m до +12,4m.

## Характеристики
KP Возничего — красная пульсирующая переменная звезда, мирида (M) спектрального класса M8. Эффективная температура — около 3287 К.